# Luhman 16
Luhman 16, sau WISE 1049-5319 (numele complet: WISE J104915.57-531906), este un sistem binar format din două pitice cenușii situat în constelația australă Velele, la o distanță de circa 6,5 ani-lumină de Soare.
Este vorba despre două pitice cenușii cele mai apropiate de Sistemul Solar care sunt cunoscute până în prezent (2017), cât și despre sistemul stelar cel mai apropiat identificat după descoperirea Stelei lui Barnard în 1916.  Este vorba și despre „sistemul stelar” cel mai apropiat de Alpha Centauri, la 3,68 de ani-lumină de aceasta, cu circa 0,7 ani-lumină mai aproape de Alpha Centauri decât Sistemul nostru Solar.
Componenta principală este de tip spectral L8 ± 1, iar cealaltă componentă este probabil mai aproape de tranziția L/T. Fiecare dintre aceste componente orbitează una în jurul celeilalte la o distanță de 3 u.a., în circa 25 de ani.

## Descoperire

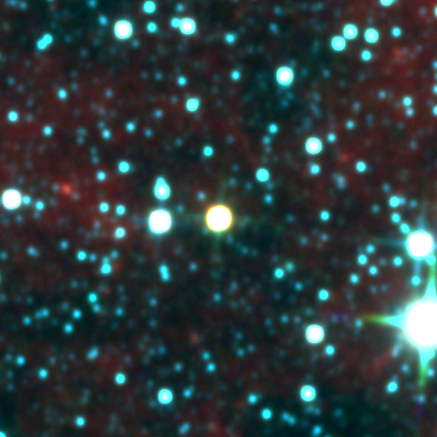
Sistemul binar al piticelor cenușii WISE 1049-5319 este discul galben din centrul acestei imagini luate de WISE, la 7 ianuarie 2010. Puterea rezoluției utilizate nu permitea încă să se distingă fiecare pitică cenușie în mod individual.

Astronomul Kevin Luhman a descoperit aceste pitice cenușii pornind de la imagini luate de Wide-Field Infrared Survey Explorer (WISE); descoperirea a fost anunțată în 2013. Luhman este profesor de astronomie la Universitatea de Stat din Pennsylvania, precum și cercetător la Center for Exoplanets and Habitable Worlds al aceleiași universități.
Sistemul a fost mai întâi găsit comparând imaginile luate de WISE la diferite epoci, cu scopul de a se scoate în evidență obiectele care aveau o mișcare proprie ridicată. Detecții ulterioare au fost găsite pornind de la datele oferite de Digitized Sky Survey, de Two Micron All-Sky Survey și de Deep Near-Infrared Survey of the Southern Sky (DENIS).
WISE 1049-5319 apare pe cer în apropierea planului galactic care este dens populat de stele. Abundența surselor luminoase de acolo face dificilă detecția obiectelor slab strălucitoare. Acest lucru explică de ce un obiect atât de aproape de Sistemul nostru Solar nu a fost descoperit prin cercetările anterioare. 

### Descoperirea companionului
Al doilea component al sistemului a fost descoperit tot de Luhman, în 2013. Imaginea care i-a permis să-l descopere a fost luată în banda i, în noaptea de 23 februarie 2013, cu ajutorul Gemini Multi-Object Spectrograph (GMOS) al telescopului observatorului Gemini South în Chile.
Cele două componente ale sistemului au fost rezolvate cu o distanță unghiulară de 1,5 secunde de arc, ceea ce corespunde unei separații de 3 u.a. și unei diferențe de magnitudine de 0,45.
Luhman 16 este sistemul stelar cel mai aproape de Alpha Centauri și al treilea sistem cel mai apropiat de Sistemul nostru Solar, după Alpha Centauri însăși și Steaua lui Barnard.